# Кліматична карта
Клімати́чна ка́рта — географічна карта, на яких показано особливості клімату даної території (кількісна характеристика метеорологічних явищ та числові показники).
На кліматичній карті відображаються результати багаторічних спостережень на певній території (материк, країна, окремий регіон або їх частина) кліматичних умов. Ці карти можуть показувати як окремі параметри клімату (температура, опади, напрямок переважаючих вітрів за сезонами року тощо), так і їхні комбінації.
Для кращого сприйняття окремі показники, наприклад, температури повітря, атмосферного тиску, зображаються у вигляді ізоліній. Для відображення даних про середні температури — ізотерм. Кліматичні карти також можуть містити інформацію про тривалість сонячного сяйва, сумарну сонячну радіацію, атмосферний тиск.